# Ропа (гмина)
Ропа (пол. Ropa) — сельская гмина (волость) в Польше, входит как административная единица в Горлицкий повет, Малопольское воеводство. Население — 5051 человек (на 2004 год). Административным центром гмины является село Ропа.

## Демография
| Перепись                       | Всего   | Всего | Женщины | Женщины | Мужчины | Мужчины |
| ------------------------------ | ------- | ----- | ------- | ------- | ------- | ------- |
| Единицы                        | человек | %     | человек | %       | человек | %       |
| Население                      | 5051    | 100   | 2524    | 50      | 2527    | 50      |
| Плотность населения (чел./км²) | 102,9   | 102,9 | 51,4    | 51,4    | 51,5    | 51,5    |

## Сельские округа
1. Климкувка
2. Лосе
3. Ропа

## Соседние гмины
1. Гмина Горлице
2. Гмина Грыбув
3. Грыбув
4. Гмина Усце-Горлицке